# Новый Корогод
Новый Корогод (укр. Новий Корогод) — село, входит в Бородянский район Киевской области Украины.
Население по переписи 2001 года составляло 572 человека. Почтовый индекс — 07843. Телефонный код — 8-04477. Занимает площадь 10 км². Код КОАТУУ — 3221083701.

## История
В 1989 году Указом ПВС УССР населённому пункту колхоза «Заветы Ильича» присвоено название — село Новый Корогод

## Местный совет
Село Новый Корогод — административный центр и единственный населённый пункт Новокорогодского сельского совета.
Адрес сельского совета: 07843, Киевская обл., Бородянский р-н, с. Новый Корогод, ул. Харьковская, 23; тел. 7-52-86.